# بات لوثر
باتريشيا لويز لوثر كانت شاعرة كندية في الفترة من (29 يوليو 1935-24 سبتمبر 1975). ولدت في فانكوفر، كولومبيا البريطانية، حيث نشأت في مدينة مجاورة بشمال مدينة فانكوفر.

## حياتها
عندما كانت في العاشرة من عمرها، تم نشر أول قصيدة لها بعنوان «شمس فانكوفر». ظلت حتي عام 1968 حتي بدأت بنشر أول مجموعتها القصائدية. وفي عام 1972، تم نشر كتاب «عصر الطائر»، وهي قصيدة طويلة مستوحاة من السياسة الثورية في أمريكا الجنوبية.
أيضًا شاركت لوثر في رئاسة رابطة الشعراء الكنديين ومجلس الفنون، وعملت أيضًا بالتدريس في جامعة كولومبيا البريطانية.
تم نشر «الحليب المتخثر» في عام 1974 من قبل مطابع بورليس، مما جعلها واحدة من أهم رواد الادب بكندا وانتشرت تلك القصيدة وتم نشرها في جامعة أكسفورد عام 1975.
في سبتمبر 1975، تم الإبلاغ عن اختفاء لوثر بعد عدم حضورها في الموعد الخاص بقراءتها الشعرية التي قررت بقاعة «أيرون وركرز» في فانكوفر. وبعد ثلاثة أسابيع وجدت جثتها قرب جدول نهري قرب (سكواميش)، (كولومبيا البريطانيه). (روي لوثر) كان زوجها الثاني الذي تزوجته في عام 1963، وقد تم أدانته بالقتل في يونيو 1977. وتوفي في سجن ماتسكي في أبوتسفورد، كولومبيا البريطانية، في 14 يوليو 1985.

## روابط خارجية
- بات لوثر على موقع ميوزك برينز (الإنجليزية)